# Didymodon rigidulus
Didymodon rigidulus (Steifes Doppelzahnmoos) ist eine Laubmoos-Art aus der Familie Pottiaceae. Ein häufiges Synonym ist Barbula rigidula (Hedw.) Mitt.

## Merkmale
Das Moos bildet bräunlichgrüne bis schmutziggrüne oder dunkelgrüne, dichtere Polsterrasen. Die wenig verzweigten Stämmchen sind etwa 1 bis 2 Zentimeter groß und weisen im Querschnitt einen Zentralstrang auf. Die Blätter sind aus breiter Basis allmählich lang und stumpflich zugespitzt, ganzrandig, nicht gekielt, mit kräftiger, bis in die Blattspitze reichenden Rippe. Feucht sind die Blätter aufrecht abstehend bis abstehend, trocken verbogen. Die Blattränder sind zurückgebogen, gegen die Blattspitze hin meist flach und zweizellschichtig. Die Blattzellen sind im oberen Blattteil rundlich quadratisch, dickwandig und schwach papillös, am Blattgrund rechteckig, dünnwandig und glatt. Die Oberseite der Rippe weist kurze Zellen auf.
Die diözische Art fruchtet mäßig häufig. Die rote Seta ist bis etwa 1,5 Zentimeter lang, die länglich eiförmige bis zylindrische, aufrechte Kapsel besitzt kurze, mehr oder weniger aufrechte Peristomzähne, der Deckel ist lang geschnäbelt, die Sporen sind glatt und 8 bis 16 µm groß. Meist sind in den oberen Blattachseln mehrzellige, kugelige Brutkörper vorhanden.
Didymodon rigidulus ist eine vielgestaltige Art, es werden mehrere Varietäten unterschieden.

## Verbreitung und Standortansprüche
Didymodon rigidulus ist schwerpunktmäßig in den gemäßigten Klimazonen verbreitet und kommt außer in Europa in Teilen Asiens, in Nord- und Mittelamerika, im nördlichen und tropischen Afrika und in der Antarktis vor. In Mitteleuropa ist das Moos von der Ebene bis ins Hochgebirge zu finden, ist besonders in den Kalkgebieten weit verbreitet und ziemlich häufig. Es wächst an frischen bis feuchten, auch an trocken-warmen, halbschattigen bis lichtreichen Standorten auf basenreichem, meist kalkhaltigem Gestein, seltener auf kalkhaltiger Erde oder auf Löß, häufig auch auf Sekundärstandorten wie beispielsweise Mauern, Beton oder Dachziegel.